# Kokoška
Kokoška (Capsella) je poměrně malý, ale téměř globálně rozšířený rod jednoletých nebo dvouletých bylin z čeledě brukvovitých.

## Popis
Rostliny tohoto rodu mohou vyrůst až do výše 120 cm, velmi ale záleží na úrodnosti půdy. Jejich lodyhy, jednoduché nebo větvené, vyrůstající z rozděleného kořene a jsou převážně přímé, jen zřídka vystoupavé. Listy jsou dvojí, přízemní v růžici a lodyžní. Listy v růžici s dlouhými řapíky jsou velmi variabilní. Jejich jednoduché čepele bývají gracovitého tvaru, jsou zpeřené, peřenoklané až peřenosečné s laločnými nebo zubatými okraji, mohou také být i celistvé. Lodyžní listy kopinatého tvaru vyrůstající střídavě jsou přisedlé, objímavé nebo jen s oušky, bez palistů, jejich čepele bývají celokrajné, zubaté či s vlnitými okraji. Lodyhy i listy obsahují hořčičné oleje.
Pravidelné, oboupohlavné, drobné květy rostoucí na stopkách vytvářejí štíhlá, vzpřímená hroznovitá květenství, jsou bez listenů i listenců. Čtyřčetné květy mají kališní lístky ve dvou přeslenech a korunní lístky jen v jednom. Volné a vztyčené kališní lístky jsou seřazeny do kříže. Bílé nebo narůžovělé obvejčité nebo podlouhlé korunní lístky jsou mnohem delší než kališní s nimiž se střídají. Nestejně dlouhých tyčinek je šest. Vyrůstají ve dvou kruzích, ve vnějším jsou dvě kratší a ve vnitřním čtyři delší, jejich vejčité nebo podlouhlé prašník pukají podélně. Synkarpní gyneceum je vytvořeno ze dvou plodolistů. Svrchní semeník je dvoupouzdrý, krátká čnělka nese lalokovitou nebo hlavičkovitou bliznu. V květu jsou čtyři boční nektarové žlázky.
Plodem je 6 až 9 mm dlouhá, vzpřímeně vyrůstající, dvoudílná pukající šešulka trojúhelníkovitého, srdčitého nebo obsrdčitého tvaru mající v oddílu 5 až 15 semen. Hnědá, asi 1 mm dlouhá, elipsoidní, bezkřídlá, slizující semena mají jen málo endospermu.

## Význam
Rostliny rodu kokoška se počítají mezi planě rostoucí druhy které se mnohdy díky svému velikému množství semen stávají obtížným plevelem. Některé jsou počítány za léčivé, např. kokoška pastuší tobolka.

## Taxonomie
Tento rod čítá jen 3 až 6 druhů, tento počet se postupně vyvíjí v závislosti na stupni poznání. V České republice hojně roste a je nejrozšířenější druh:
- kokoška pastuší tobolka (Capsella bursa-pastoris) (L.) Medik.

V Česku se dále ojediněle objevuje zavlečený druh:
- kokoška červenavá (Capsella rubella) Reut.

Mimo Česko se dále nacházejí:
- Capsella grandiflora (Fauché et Chaub.) Boiss.
- Capsella heegeri Solms
- Capsella lycia Stapf
- Capsella orientalis Klokov